# Luke Visgitis
Luke Visgitis (* 31. Juli 1998 in Wexford) ist ein US-amerikanischer Volleyballspieler.

## Karriere
Visgitis begann seine Karriere an der North Allegheny High School. Von 2018 bis 2022 studierte er am Mount Olive College und spielte in der Universitätsmannschaft Trojan. Nach dem Studium wechselte er zum portugiesischen Verein VC Viana-Casa Peixoto. 2023 wurde der Mittelblocker vom deutschen Erstliga-Aufsteiger VC Bitterfeld-Wolfen verpflichtet, wo er mit seinem Bruder Eric Visgitis zusammenspielt. Im DVV-Pokal 2023/24 unterlag der Verein im Viertelfinale gegen die SVG Lüneburg. In der Bundesliga erreichte Bitterfeld-Wolfen als Tabellensiebter die Playoffs.